# Synagoge van Gaza

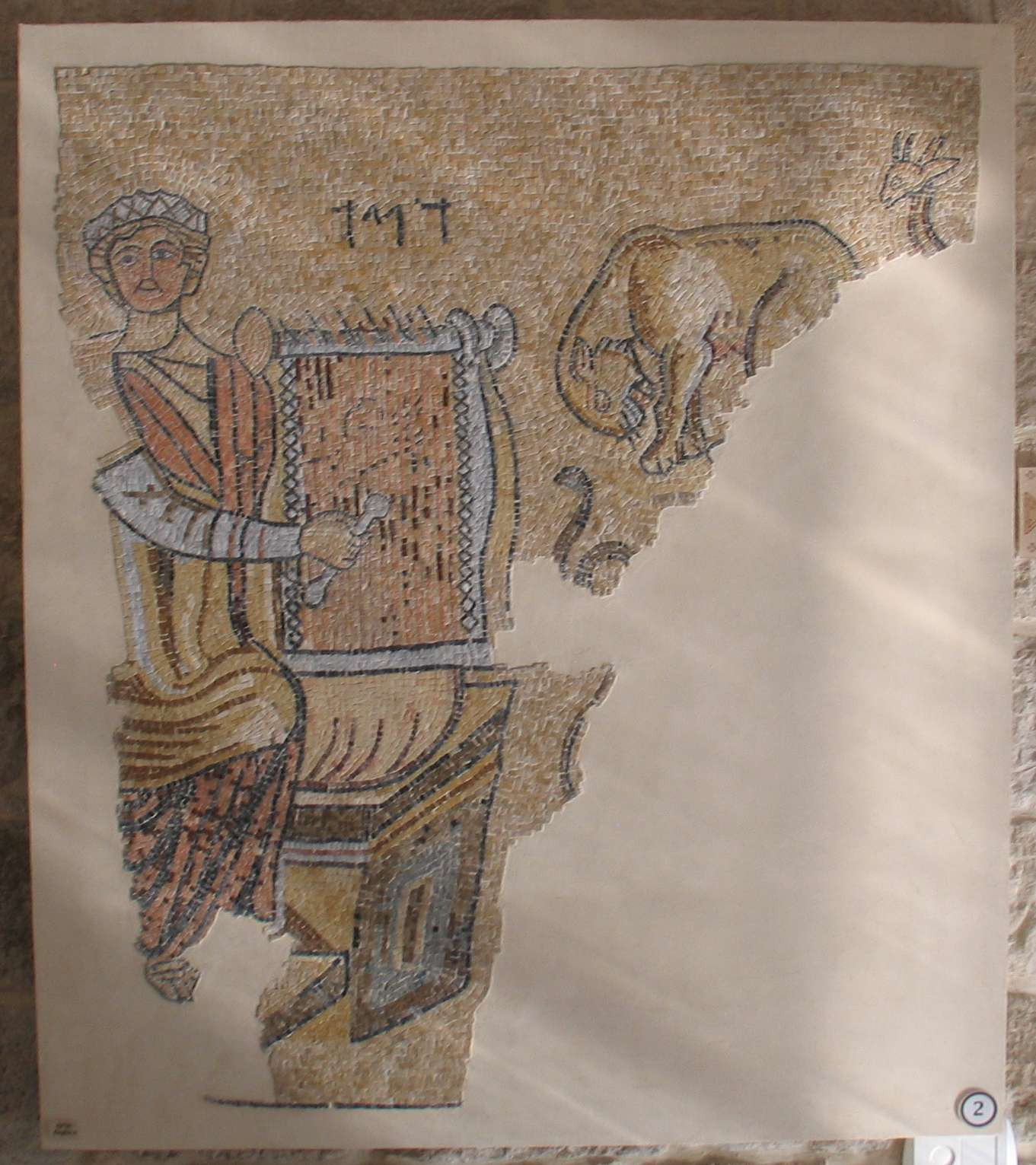
Koning David als Orpheus, mozaïek uit de synagoge van Gaza

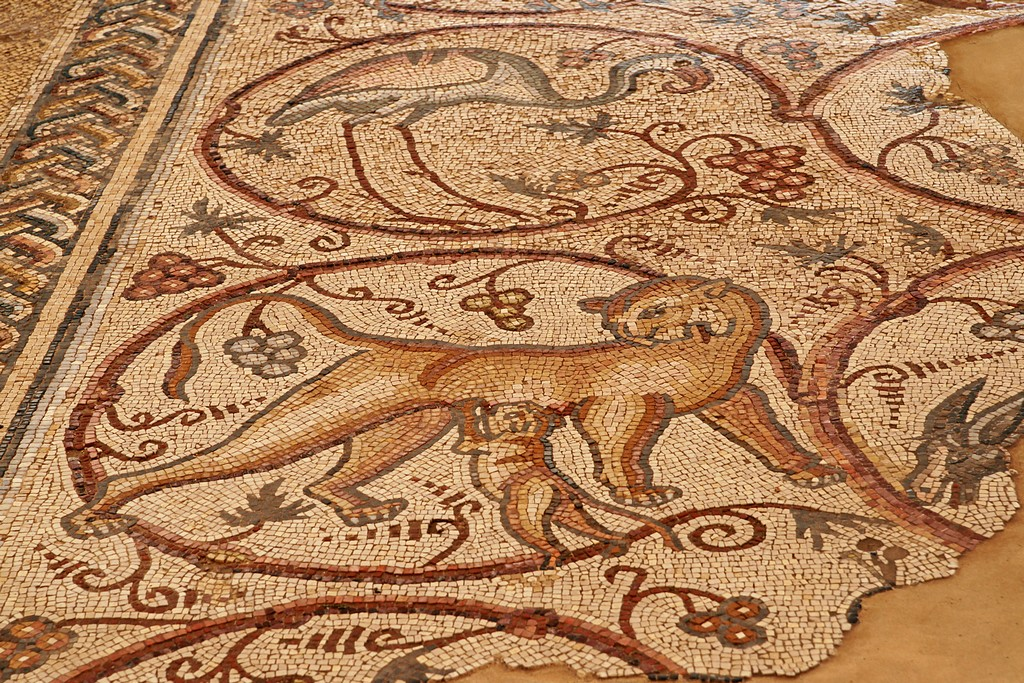
Detail van het dierenmozaïek

De Synagoge van Gaza was een joods gebedshuis in Maiuma, tegenwoordig de wijk Rimal in Gaza. Het bouwwerk is gebouwd in 508 n.Chr., in de Byzantijnse periode.

## Geschiedenis
In 1965 stuitten Egyptische archeologen op de site en maakten bekend dat er een kerkgebouw was ontdekt. Later werd er een mozaïek gevonden met Hebreeuws opschrift, waarop Koning David is afgebeeld die een lier bespeelt en een kroon draagt. Het mozaïek werd gedateerd op 508/509 n.Chr. en had een afmeting van 3 meter hoog en 1,9 meter breed. Aanvankelijk werd gedacht dat dit een afbeelding was van een vrouwelijke (christelijke) heilige die een harp bespeelt. De Egyptische archeologen verklaarden dat dit mozaïek een Orpheus-mozaïek was, een figuur uit de Griekse mythologie die vaak geassocieerd werd met Christus of David in de Byzantijnse kunst. De Israëlische archeoloog Michael Avi-Yonah concludeerde op grond van de Hebreeuwse inscriptie dywd (David) dat dit een joods gebedshuis betrof. Kort na de ontdekking van het mozaïek werd het gezicht van Koning David beschadigd. Toen Israël na de Zesdaagse Oorlog in 1967 de controle over de Gazastrook verkreeg, werd het mozaïek verplaatst naar het Israëlmuseum in Jeruzalem voor restauratie.
Thans wordt de mozaïekvloer getoond in het Museum van de Barmhartige Samaritaan, gelegen nabij Ma'ale Adoemim aan de weg van Jeruzalem naar Jericho.